# Корюн Абгарян
Корюн Абгарович Абгарян (вірм. Կորյուն Աբգարյան; нар. 1952, Єреван) — вірменський архітектор, художник, графік, дизайнер.

## Біографія
Член Спілки архітекторів СРСР з 1983 року, Спілки архітекторів Москви — з 2005 року, Спілки архітекторів Вірменії — з 2006 року.
Брав участь у багатьох виставках. Роботи Абгаряна знаходяться у приватних колекціях в Японії, США, Великій Британії, Франції, Німеччини, Бельгії, Росії, Вірменії.
У 1977 році організував в Єревані дитячу художню студію «Ачкабац». Навчав дітей як звільнитися від страху перед малюванням і подолати внутрішнє хвилювання. Про методику роботи Абгаряна з дітьми у 1988 році був знятий документальний фільм.

## Авторські роботи
- «Будинок народного ремесла» (Вагаршапат, Вірменія).
- «Будинок побуту» (Аштарак, Вірменія).
- «Торгово-розважальний комплекс „РІО“» (Москва, вул. Велика Черьомушкінська, 1-г; співавтор).
- Готель «Селігер» (Осташков, Росія; автор реконструкції).
- Ресторан «Вікар» (Москва, вул. Литовський бульвар, 5; оформлення).